# مجموعه گورستان و امامزاده
مجموعه قبرستان و امامزاده مربوط به سده‌های متاخر دوران‌های تاریخی پس از اسلام است و در استان اردبیل، شهرستان مشگین‌شهر، بخش مرکزی، دهستان مشکین شرقی، روستای لگران واقع شده و این اثر در تاریخ ۱۲ دی ۱۳۸۶ با شمارهٔ ثبت ۲۰۳۰۱ به‌عنوان یکی از آثار ملی ایران به ثبت رسیده است.